# Alejandro Farnesio (1635-1689)

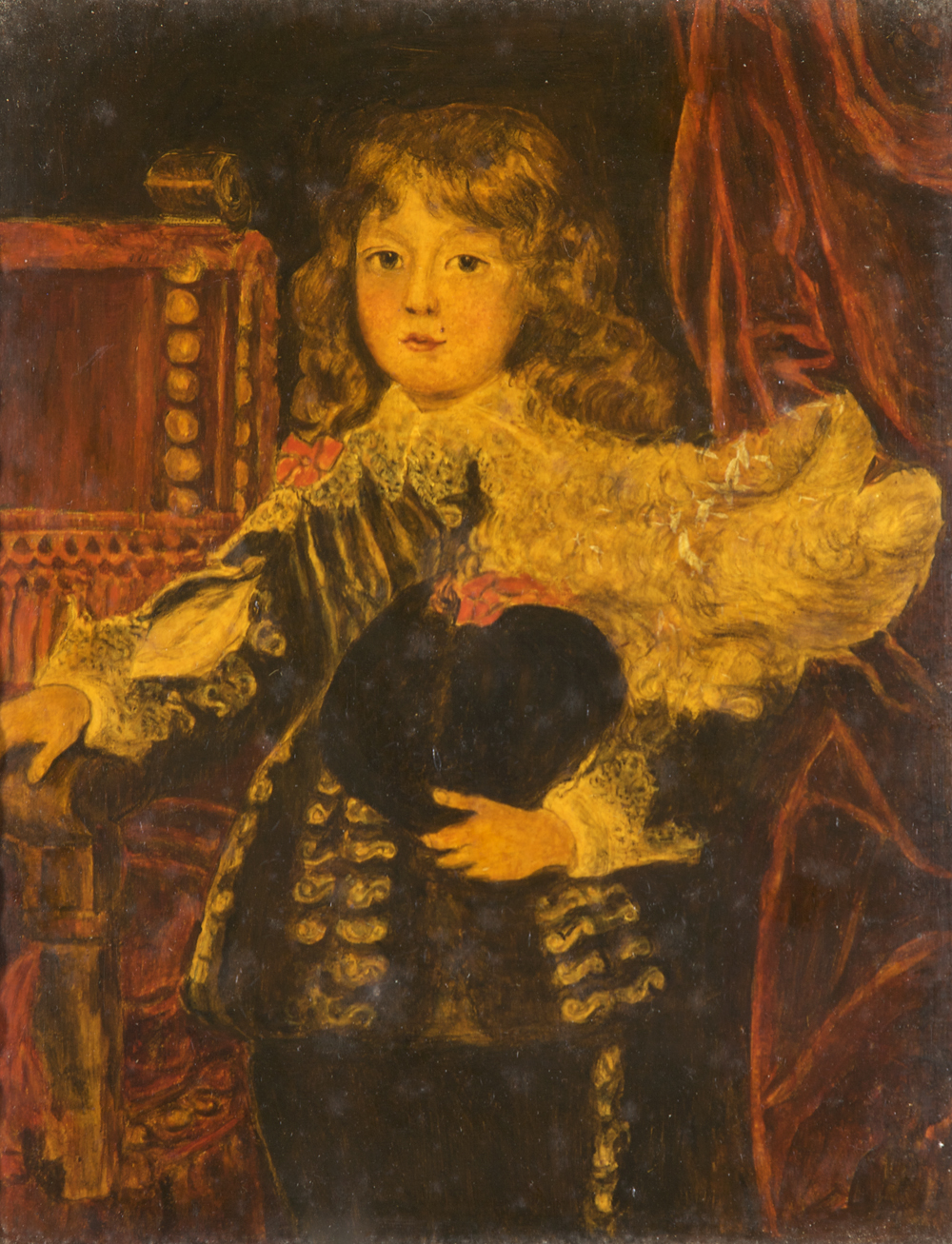
Alejandro Farnesio en su niñez, por Justus Sustermans.

Alejandro Farnesio (Parma, 10 de enero de 1635-Madrid, 18 de febrero de 1689), príncipe de Parma, fue sucesivamente virrey de Navarra, de Cataluña y gobernador de los Países Bajos españoles.
No debe ser confundido con su bisabuelo Alejandro Farnesio (1545-1592), también príncipe de Parma. Su título era el de Príncipe de Parma. Su hermano mayor Ranuccio II Farnesio era el sexto Duque de Parma y Piacenza.

## Biografía
Fue el segundo hijo de Eduardo I Farnesio, V duque de Parma y de Margarita de Médici. Su hermano mayor Ranuccio II Farnesio se convirtió en duque cuando su padre murió en 1646.
Fue general de la República de Venecia en su lucha contra los turcos desde 1656 hasta 1658 y almirante de la marina de España en 1664. Posteriormente obtuvo el título de virrey de Navarra y luego de Cataluña. Finalmente, fue nombrado gobernador de los Países Bajos después de la guerra Franco-Holandesa, que se desarrolló principalmente en estos territorios. Este cargo lo ocupó desde el 11 de abril de 1680 durante dos años.
No fue capaz de impedir los proyectos expansionistas de Luis XIV.

## Descendencia
Con María de Lao y Carillo tuvieron cuatro hijos ilegítimos:
- Alejandro Eduardo (Badajoz, 12 de abril de 1663 - Cáceres, 21 de mayo de 1666), un niño que murió;
- Alejandro María (Badajoz, 30 de octubre de 1664-Parma, 28 de noviembre de 1726), coronel del ejército español, que murió en prisión;
- Margarita (Badajoz, 5 de junio de 1665-Parma, noviembre de 1718), monja benedictina en el convento de San Paolo en Parma;
- Isabel (Badajoz, 19 de septiembre de 1666-Parma, 27 de diciembre de 1741), monja benedictina en el convento de San Paolo en Parma.

En 1687 fue consejero de estado en España. Murió en Madrid en 1689 y fue enterrado en la capilla agustiniana.
| Predecesor: Diego Caballero de Illescas        | Virrey de Navarra 1671 - 1676                        | Sucesor: Antonio de Velasco y Ayala       |
| Predecesor: Juan Antonio Pacheco Osorio Toledo | Virrey de Cataluña 1676 – 1677                       | Sucesor: Juan Domingo de Haro             |
| Predecesor: Carlos de Gurrea Aragón y Borja    | Gobernador de los Países Bajos españoles 1678 – 1682 | Sucesor: Otón Enrique, Marqués de Carreto |

- Datos: Q554961
- Multimedia: Alessandro Farnese (1635-1689) / Q554961